# Stanley Sadie
Stanley Sadie CBE (Wembley, 30 de outubro de 1930 - Cossington, Somerset, 21 de março de 2005) foi um musicólogo, crítico de música e editor britânico. Editou a sexta edição do Grove Dictionary of Music and Musicians (1980), que foi publicada como primeira edição do New Grove Dictionary of Music and Musicians.

## Biografia
Sadie foi educado na St Paul's School, em Londres, e no Gonville and Caius College, em Cambridge, onde estudou Música com Thurston Dart (BA, MusB 1953, MA 1957, PhD 1958). Sua dissertação de doutorado foi sobre a música de câmara britânica de meados do século XVIII. Após terminar sua estada em Cambridge, lecionou no Trinity College of Music, em Londres (1957-1965).
Sadie passou então para o jornalismo cultural, tornando-se crítico de música para o jornal inglês The Times (1964-1981), e contribuindo com artigos para o Financial Times depois de 1981, quando teve de abandonar o The Times e seu cargo devido aos seus compromissios com o Grove e outros trabalhos acadêmicos. Foi editor de The Musical Times 1967-1987.
A partir de 1970 Sadie tornou-se editor daquilo que se planejava então ser a 6ª edição do Grove Dictionary of Music and Musicians ("Dicionário Grove de Música e Músicos", 1980). Sadie implementou diversas mudanças ao dicionário, que passou de nove para vinte volumes, e acabou sendo publicado como New Grove Dictionary of Music and Musicians ("Novo Dicionário Grove de Música e Músicos"), e agora é conhecido como a primeira edição sob este novo nome. Também foi um dos autores por trás da segunda (ou sétima) edição (2001), que foi ampliada ainda mais, para vinte e nove volumes. Sadie também supervisionou uma grande expansão da franquia Grove, editando o Grove Concise Dictionary of Music ("Dicionário Conciso Grove de Música", 1988), em um volume, e diversos dicionários relacionados, como o New Grove Dictionary of Musical Instruments ("Novo Dicionário Grove de Instrumentos Musicais", três volumes, 1984), o New Grove Dictionary of American Music, ("Novo Dicionário Grove de Música Americana", com H. Wiley Hitchcock, quatro volumes, 1986), e o New Grove Dictionary of Opera ("Novo Dicionário Grove de Ópera, quatro volumes, 1992). Também editou biografias de compositores, a partir de seus verbetes no Grove.
Além de seu trabalho nos dicionários Grove Dictionaries, Sadie era um renomado estudioso de Mozart, tendo publicado diversos livros sobre o compositor austríaco. Também teve um papel importante no resgate da casa no bairro londrino de Mayfair onde o compositor George Frideric Handel viveu, transformando-a no Handel House Museum.
Foi presidente da Royal Musical Association ("Associação Real de Música", 1989-94), e da Sociedade Internacional de Musicologia (1992-97).
Sadie morreu em sua casa, em Cossington, Somerset, em 21 de março de 2005, de esclerose lateral amiotrófica (doença de Lou Gehrig), doença com a qual tinha sido diagnosticado poucas semanas antes. Casou-se por duas vezes; sua primeira esposa, Adele, com quem teve dois filhos e uma filha, morreu em 1978. Com sua segunda esposa, Julie Anne, também uma musicóloga, teve um casal de filhos.

## Honrarias
Em 1982 foi nomeado Commander of the British Empire ("Comandante do Império Britânico", CBE). Recebeu um doutorado honorário da Universidade de Leicester, e foi eleito como fellow do Royal College of Music e do Gonville and Caius College.